# ليبون
ليبون (بالإنجليزية: Libon)‏ هو تطبيق محادثات فورية للهواتف الذكية يعمل على نظامي التشغيل الآيفون (أبل) والأندرويد تم تطوير البرنامج من طرف شركة أورانج. يسمح تطبيق ليبون لمستخدميه بإجراء مكالمات وإرسال رسائل لقائمة الإتصال لديهم مجانا عبر اتصال إنترنت (جيل الثالث جيل ثالث أو شبكة لاسلكية واي-فاي) كما يقدم التطبيق عدة خدمات أخرى مثل البريد الصوتي. يمكنك تحميل برنامج ليبون عبر متجر التطبيقات آب ستور وجوجل بلاي مجانا في 90 دولة عبر العالم ومن ضمنها الدول التي لاتقدم فيها أورانج خدماتها.

## المميّزات

### مكالمات عبر بروتوكول الإنترنت
يسمح تطبيق ليبون لمستخدميه بإجراء مكالمات دولية بواسطة اتصال أنترنت إلى جميع مستخدمي البرنامج الآخرين المتصلين بشبكة الأنترنت مجانا.

#### مكالمات خارج ليبون
مكالمات مجانية إلى أكثر من 90 دولة حول العالم إلى الهواتف الأرضية والمحمولة. يمكنك إجراء هذه المكالمات إلى أي شخص ضمن الدول المدعومة حتى وإن لم يكن يتوفر على برنامج ليبون.

### الرسائل الفورية
ليبون يتوفر على خدمة المحادثة الفورية حيث يتمكن مستخدمي التطبيق من إرسال رسائل نصية وصوتية، صور، فيديوهات...
السكايب هو برنامج تتصل به بالصوت والصورة في كل أنحاء العالم

## لغات البرنامج
يدعم برنامج ليبون العديد من اللغات المختلفة منها: الإنجليزية، الإسبانية، الفرنسية، البولندية، الرومانية والسلوفاكية. لكن خدمة تحويل البريد الصوتي إلى رسائل نصية المقدمة من ليبون متوفرة حاليا باللغة الإنجليزية، الإسبانية والفرنسية.

## روابط خارجية
- الموقع الرسمي